# Telesphore Bilung
Telesphore Bilung SVD (* 15. April 1961 in Sargidipa, Orissa) ist ein indischer Ordensgeistlicher und römisch-katholischer Bischof von Jamshedpur.

## Leben
Telesphore Bilung trat der Ordensgemeinschaft der Steyler Missionare bei und empfing am 2. Mai 1992 das Sakrament der Priesterweihe.
Am 6. Mai 2014 ernannte ihn Papst Franziskus zum Titularbischof von Rutabo und bestellte ihn zum Weihbischof in Ranchi. Der Erzbischof von Ranchi, Telesphore Placidus Kardinal Toppo, spendete ihm und auch Theodore Mascarenhas SFX am 30. August desselben Jahres die Bischofsweihe; Mitkonsekratoren waren der Erzbischof von Bombay, Oswald Kardinal Gracias, und der Apostolische Nuntius in Indien, Erzbischof Salvatore Pennacchio.
Am 20. Juni 2019 wurde Bilung zusätzlich zum Apostolischen Administrator des vakanten Bistums Jamshedpur bestellt. Papst Franziskus ernannte ihn am 1. November 2021 zum Bischof von Jamshedpur. Die Amtseinführung fand am 11. Dezember desselben Jahres statt.